# Московский договор (1970)
Московский договор о признании границ — договор между СССР и ФРГ, подписанный 12 августа 1970 года Председателем Совета Министров СССР А. Н. Косыгиным и Федеральным канцлером ФРГ В. Брандтом, а также министрами иностранных дел В. Шеелем и А. А. Громыко в присутствии Л. И. Брежнева в Екатерининском зале Кремля.

## Содержание
Договором была признана нерушимость границы по линии Одер—Нейсе с Польшей, а также границы между ФРГ и ГДР. Стороны взяли на себя обязательство неукоснительно соблюдать территориальную целостность всех государств в Европе в их существующих границах, а также заявили, что ни сейчас, ни в будущем не будут иметь территориальных притязаний к кому-то бы ни было. Обе стороны высказались также за созыв общеевропейского совещания по безопасности и сотрудничеству. Также стороны подтвердили нерушимость границ в Европе.
ФРГ отказывалась от претензий на территорию бывшей Восточной Пруссии (прежде всего Калининградской области), вошедшей после Второй мировой войны в состав СССР и Польши. В свою очередь, советская сторона заявляла, что не будет препятствовать мирному объединению двух германских государств, если для этого в будущем возникнут соответствующие условия. По факту является мирным договором между СССР и ФРГ.

## Ратификация
Бундестаг ратифицировал договор 17 мая 1972 года. 
Президиум Верховного Совета СССР ратифицировал договор 31 мая 1972 года.
После обмена ратификационными грамотами договор вступил в силу 3 июня 1972.

## Значение договора
В своём телеобращении к гражданам ФРГ из Москвы по случаю подписания договора Брандт объяснил: 
Европа не заканчивается на Эльбе или на восточной границе Польши. Россия неразрывно вплетена в европейскую историю, не только как противник и опасность, но и как партнёр - исторически, политически, культурно и экономически
Отказ ФРГ от претензии на потерянные «восточные территории» и признание восточных границ, зафиксировавших новое территориальное устройство государств социалистического блока, был для СССР принципиальным. Политика предыдущих правительств ФРГ в отсутствие признания границ называлась «реваншистской», весь блок взаимных отношений был отягощён этой нерешённой проблемой.
Значение Московского договора определялось не только конкретным содержанием составлявших его статей, но и тем, что он широко распахнул дверь для целой серии последующих договорённостей и соглашений, а значит, и заметных перемен в общеевропейской ситуации.
Московский договор создал благоприятный деловой климат, позволивший в короткий период реализоваться огромному  потенциалу экономических отношений. На встрече 25 сентября 1970 г. западногерманский министр экономики Карл Шиллер проинформировал министра внешней торговли СССР Н. С. Патоличева о том, что уже 18 августа 1970 года «власти ФРГ отменили обязательный порядок получения лицензий при импорте из социалистических стран, включая Советский Союз, для 4 758 наименований товаров, то есть примерно половины позиций внешнеторговой номенклатуры ФРГ», далее предполагалось отменить лицензирование ещё на 1 000 позиций. Таким образом, уже менее чем через неделю после заключения Московского договора правительство ФРГ сделало очень важный шаг по либерализации экспорта большинства советских товаров, на чём советская сторона до этого безуспешно настаивала более десяти лет.
После заключения Московского договора рост товарооборота ФРГ-СССР с 1970 по 1973 г. был взрывным, а не плавным: за четыре года он удвоился. В Москве были открыты представительства ряда фирм и банков ФРГ (ранее СССР затягивал решение этого вопроса), было подписано также большое число двусторонних соглашений о сотрудничестве между крупными фирмами ФРГ и советскими внешнеторговыми организациями.
В 1971 году было заключено четырёхстороннее соглашение по Берлину, которое вступило в силу 3 июня 1972 года - одновременно с Московским договором.
В сентябре 1973 года ФРГ и ГДР стали членами ООН.